# Cariba Heine
Cariba Heine (Johannesburg, 1º ottobre 1988) è un'attrice sudafricana naturalizzata australiana, meglio conosciuta per il ruolo di Rikki Chadwick nella serie televisiva H2O.

## Biografia
È nata a Johannesburg nel 1988 da genitori sudafricani (Kevin Heine e sua moglie Michelle, un'ex-showgirl). Ha un fratello maggiore che lavora come ballerino, Kyle, nato nel 1985. Nel 1991 la sua famiglia si è trasferita a Canberra, in Australia. Ha iniziato a ballare all'età di tre anni, allenandosi in vari generi di danza (tra cui jazz, tip-tap e balletto classico), oltre ad equilibrismo e ginnastica ritmica, frequentando, dopo aver compiuto otto anni, la scuola di danza di sua madre. Ha studiato anche canto e recitazione alla National Capital Acting School di Canberra. Successivamente si è iscritta alla Telopea Park School e al St Clare's College, terminando gli studi a casa per concentrarsi sulla sua carriera di ballerina. È stata una delle più giovani partecipanti alla Stargazers Convention a Sydney, Australia, nel 2006.
Nel 2003, Heine ha debuttato come attrice nel cortometraggio Ballistic Session nel ruolo principale di Amanda; nel 2005 ha gareggiato nello show televisivo sulla danza Strictly Dancing. Come ballerina, ha fatto un tour negli Stati Uniti d'America e in Gran Bretagna ed è comparsa in un video musicale di Will Young. Non potendo proseguire per un po' di tempo la sua carriera nella danza a causa di una ferita seria ad un fianco, ha deciso di dedicarsi alla recitazione, su suggerimento del suo manager. Dal 2006 al 2010, ha recitato nel ruolo della sirena Rikki Chadwick nella serie televisiva H2O, che l'ha portata al successo. Nel 2007 ha interpretato Mindy nella serie Stupid, Stupid Man e recitato nello spot televisivo di Coca-Cola Zero, mentre nel 2008 è stata Bridget Sanchez nella terza stagione di Blue Water High. L'anno successivo ha interpretato il ruolo di Caroline Byrne in A Model Daughter: The Killing of Caroline Byrne, basato sull'omicidio realmente avvenuto a Sydney, mentre nel 2010 ha recitato nella miniserie The Pacific, dove ha interpretato il ruolo di Phyllis nel decimo e ultimo episodio. Nello stesso anno è comparsa anche in Dance Academy. Nel 2011 ha recitato nel film per la televisione Blood Brothers ed è stata annunciata la sua partecipazione al film indipendente Lord of the Crows, che non è stato però realizzato. Nel 2012 è apparsa al cinema nel film Shark 3D ed è entrata nel cast della miniserie trasmessa su Channel 9 Howzat! Kerry Packer's War, dove ha vestito i panni di Delvene Delaney, un'attrice e presentatrice australiana nata nel 1951. Nel 2013 ha ripreso il ruolo di Isabelle nella nuova stagione di Dance Academy, mentre nel 2015 è tornata ad interpretare Rikki Chadwick negli ultimi due episodi di Mako Mermaids - Vita da tritone.
Nel 2018 si è unita  al cast di Home and Away nel ruolo di Ebony Harding.

## Vita privata
Il 24 giugno 2024 ha reso pubblico il matrimonio con Matt Pong, dopo una lunga relazione riservata e un fidanzamento ufficializzato nel gennaio 2022. Il 20 dicembre ha annunciato la gravidanza, mentre il 14 maggio 2025 ha reso pubblica la nascita del bambino, un maschio.

## Filmografia

### Cinema
- Ballistic Sessions – cortometraggio (2003)[1][4]
- At The Tattooist, regia di Sophie Miller – cortometraggio (2009)
- Shark 3D (Bait), regia di Kimble Rendall (2012)
- Quietus, regia di Burgess Abernethy e Hari Jago – cortometraggio (2012)
- Rough Sweat, regia di Miles Szanto – cortometraggio (2016)
- How'd I Get in This Field?, regia di Rob Morton – cortometraggio (2016)

### Televisione
- Strictly Dancing – serie TV, episodio 2x12 (2005)
- H2O (H2O: Just Add Water) – serie TV, 78 episodi (2006–2010)
- Stupid, Stupid Man – serie TV, episodio 2x02 (2007)
- Blue Water High – serie TV, 26 episodi (2008)
- A Model Daughter: The Killing of Caroline Byrne, regia di Tony Tilse – film TV (2009)
- The Future Machine – serie TV, 4 episodi (2010)
- The Pacific, regia di Jeremy Podeswa – miniserie TV, episodio 1x10 (2010)
- Blood Brothers, regia di Peter Andrikidis – film TV (2011)
- Howzat! Kerry Packer's War, regia di Daina Reid – miniserie TV (2012)
- Dance Academy – serie TV, 9 episodi (2010-2013)
- Friendly Advice – serie TV, episodi 1x02-1x03 (2014)
- Hiding – serie TV, 4 episodi (2015)
- Mako Mermaids - Vita da tritone (Mako: Island of Secrets) – serie TV, episodi 3x15-3x16 (2016)
- Designated Survivor – serie TV, episodi 2x05-2x06-2x07 (2017)
- Adopted – serie TV, episodi 2x07-2x11 (2018)
- Home and Away – serial TV, 6 puntate (2018)
- The Secrets She Keeps – serie TV, 6 episodi (2020)
- Everyone Is Doing Great – serie TV (2021-in corso)
- Wellmania – serie TV, episodio 1x01 (2023)

## Doppiatrici italiane
Nelle versioni in italiano dei suoi film, Cariba Heine è stata doppiata da:
- Valentina Mari in H2O, Dance Academy
- Perla Liberatori in Blue Water High
- Michela Alborghetti in The Pacific
- Gemma Donati in Shark 3D